# Kaltenbach (Tirol)
Kaltenbach ist eine Gemeinde mit 1314 Einwohnern (Stand 1. Jänner 2024) im Zillertal und gehört zum Bezirk Schwaz in Tirol (Österreich). Die Gemeinde liegt im Gerichtsbezirk Zell am Ziller.

## Geografie
Kaltenbach liegt im mittleren Zillertal an der linken Seite des Ziller, gegenüber von Stumm, am Schuttkegel des Kaltenbachs. Die Gemeinde besteht aus dem Hauptort und weit verstreuten Bauernhöfen am Berghang.

### Gemeindegliederung
Kaltenbach besteht aus einer einzigen, gleichnamigen Katastralgemeinde bzw. Ortschaft. Der ehemalige Ortschaftsname Emberg wurde auf Antrag der Gemeinde im Februar 2017 gelöscht.

### Nachbargemeinden
Alle vier Nachbargemeinden liegen im Bezirk Schwaz.
|                   | Ried im Zillertal                           |                     |
| Ried im Zillertal | Kompassrose, die auf Nachbargemeinden zeigt | Stumm               |
|                   | Zellberg                                    | Aschau im Zillertal |

## Geschichte
Kaltenbach wird ersturkundlich in den Jahren 1165/69 als „Chaltenbach“ in einer Traditionsnotiz von Kloster Herrenchiemsee erwähnt. Der Name weist auf die seit dem 6. Jahrhundert einsetzende Besiedlung durch die Bajuwaren hin. Der Ried-, der Anger- und der Kaltenbach sowie der Ziller bedrohten dieses Gebiet immer wieder durch Vermurungen und Überschwemmungen, was lange Zeit keine Entwicklung des Orts durch Landwirtschaft möglich machte.
In Kaltenbach begann der Zillertaler Arzneimittelhandel durch „Ölträger“ im Jahr 1685, der bald bis in die Schweiz und nach Deutschland reichte. Von Kaltenbach ausgehend, entstanden weitere Produktionsstätten für heilkräftige Öle.
Eine wirtschaftlich touristische Belebung begann mit dem Bau von Skiliften in den 1960er (Emberglift) und Ende der 1970er Jahre (Bergbahnen Schizentrum Hochzillertal).

### Bevölkerungsentwicklung
| Kaltenbach: Einwohnerzahlen von 1869 bis 2024       | Kaltenbach: Einwohnerzahlen von 1869 bis 2024 | Kaltenbach: Einwohnerzahlen von 1869 bis 2024 | Kaltenbach: Einwohnerzahlen von 1869 bis 2024 | Kaltenbach: Einwohnerzahlen von 1869 bis 2024 |
| --------------------------------------------------- | --------------------------------------------- | --------------------------------------------- | --------------------------------------------- | --------------------------------------------- |
| Jahr                                                |                                               |                                               |                                               | Einwohner                                     |
| 1869                                                | 1869                                          |                                               | 461                                           | 461                                           |
| 1880                                                | 1880                                          |                                               | 430                                           | 430                                           |
| 1890                                                | 1890                                          |                                               | 394                                           | 394                                           |
| 1900                                                | 1900                                          |                                               | 419                                           | 419                                           |
| 1910                                                | 1910                                          |                                               | 401                                           | 401                                           |
| 1923                                                | 1923                                          |                                               | 416                                           | 416                                           |
| 1934                                                | 1934                                          |                                               | 500                                           | 500                                           |
| 1939                                                | 1939                                          |                                               | 452                                           | 452                                           |
| 1951                                                | 1951                                          |                                               | 530                                           | 530                                           |
| 1961                                                | 1961                                          |                                               | 655                                           | 655                                           |
| 1971                                                | 1971                                          |                                               | 791                                           | 791                                           |
| 1981                                                | 1981                                          |                                               | 1.042                                         | 1.042                                         |
| 1991                                                | 1991                                          |                                               | 999                                           | 999                                           |
| 2001                                                | 2001                                          |                                               | 1.126                                         | 1.126                                         |
| 2011                                                | 2011                                          |                                               | 1.190                                         | 1.190                                         |
| 2021                                                | 2021                                          |                                               | 1.310                                         | 1.310                                         |
| 2024                                                | 2024                                          |                                               | 1.314                                         | 1.314                                         |
| Quelle(n): Statistik Austria, Gebietsstand 1.1.2021 |                                               |                                               |                                               |                                               |

## Kultur und Sehenswürdigkeiten

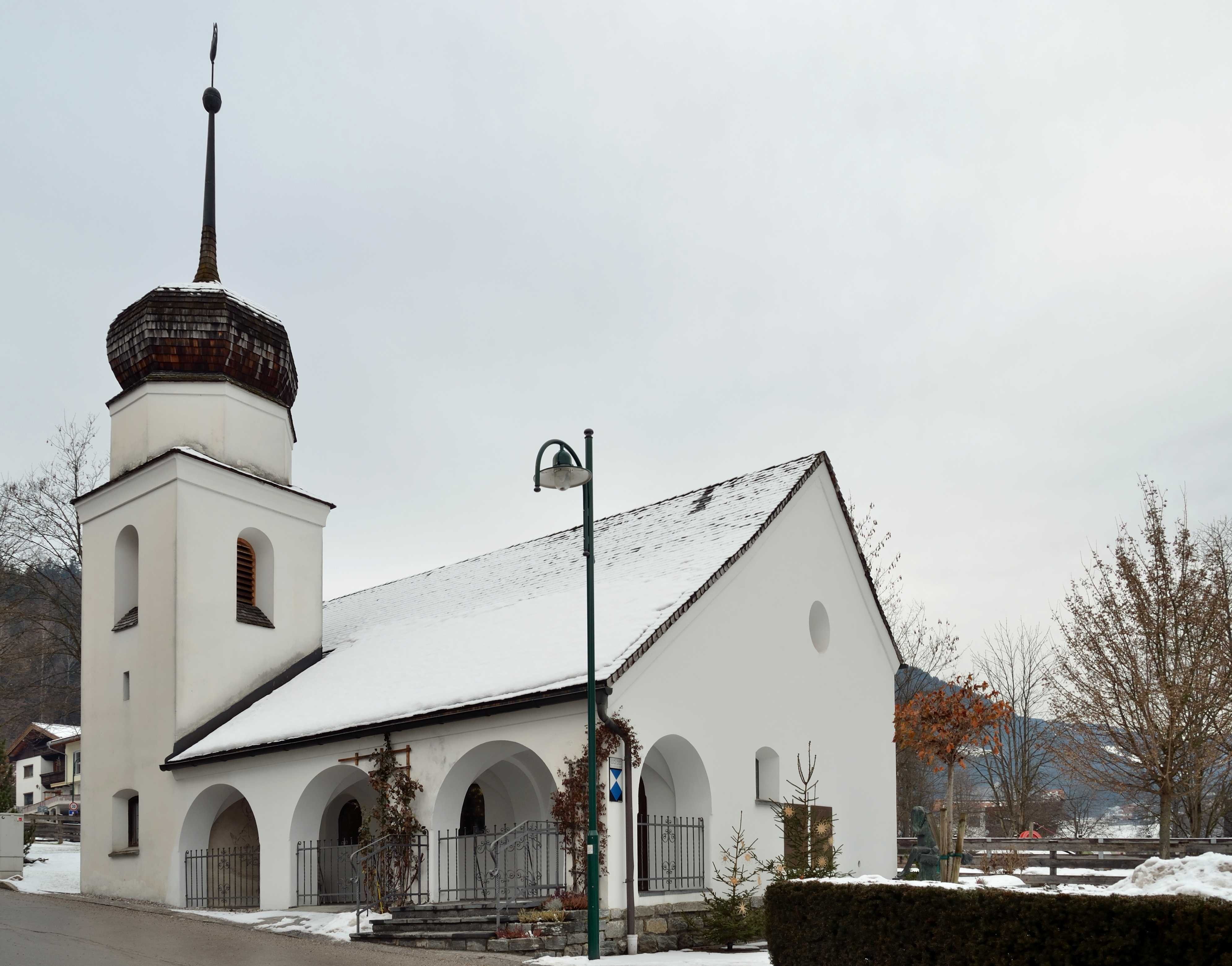
Kapelle Mariä Heimsuchung

Gebäude
- Marienkapelle
- Wöscherkapelle
- Hubertuskapelle

## Wirtschaft und Infrastruktur

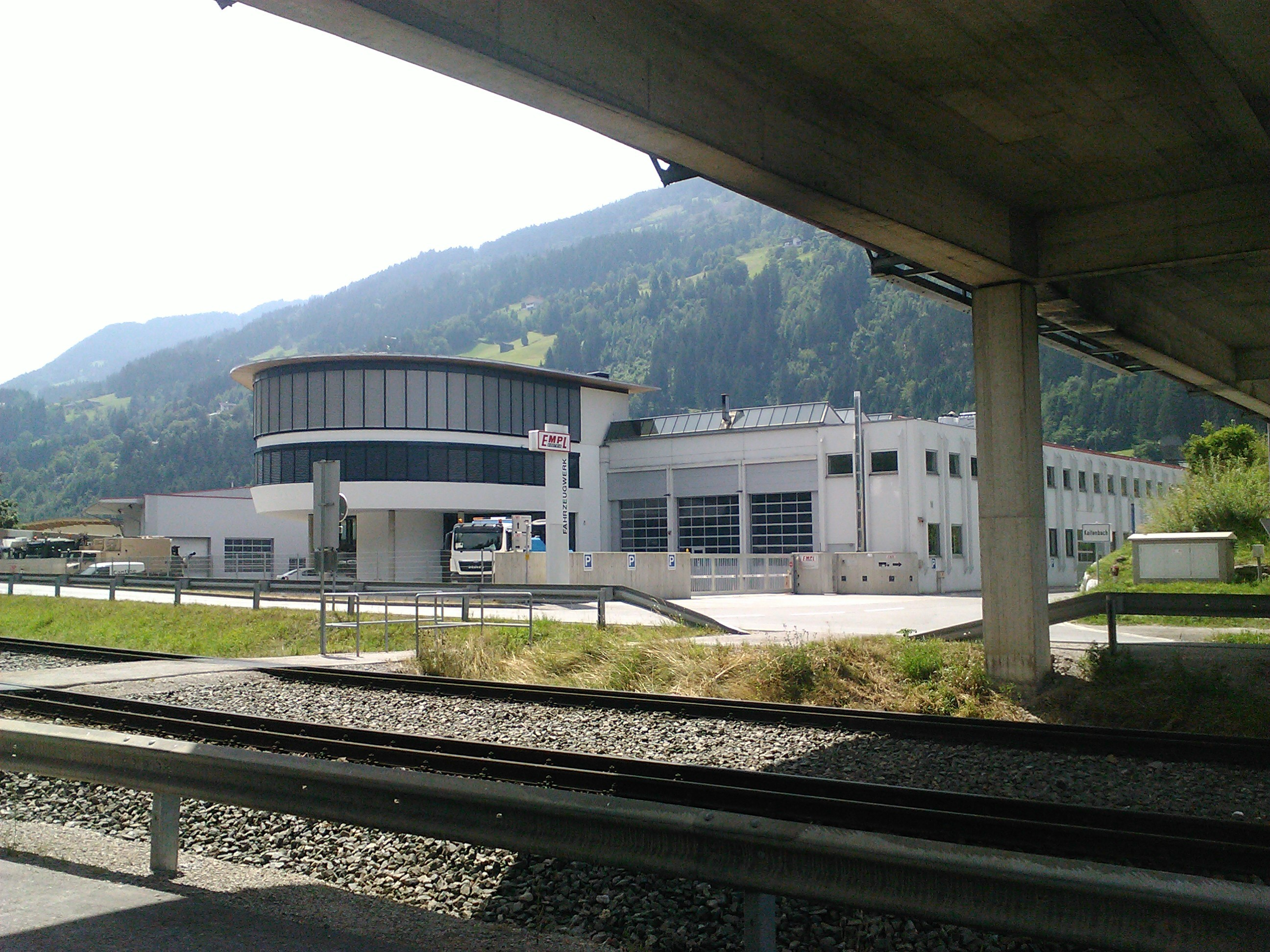
Empl Fahrzeugwerk

Bedeutende Wirtschaftszweige sind die Landwirtschaft, der Tourismus (hier vor allem der Wintertourismus) und mehrere Gewerbe- und Industriebetriebe. Zu erwähnen sind das international tätige Empl Fahrzeugwerk GmbH mit der Fertigung von LKW-Spezialaufbauten und Feuerwehrfahrzeugen, das Fensterwerk der Firma Rieder GmbH & Co. KG und der Lebensmittelgroßhändler Braunegger KG.

### Verkehr
Kaltenbach ist über die Zillertalstraße B 169 und einen Bahnhof der Zillertalbahn angebunden. Außerdem kann von Kaltenbach aus auch der nördliche Endpunkt der Scheitelstrecke der Zillertaler Höhenstraße angefahren werden.

### Tourismus
Das Skigebiet Hochfügen-Hochzillertal ist von Kaltenbach aus mit der Bergbahn Skizentrum Hochzillertal erreichbar.

## Politik

### Gemeinderat
Der Gemeinderat besteht aus 13 Mandataren.
| Partei                                             | 2022  | 2022    | 2016  | 2016    | 2010  | 2010    | 2004  | 2004    |
| Partei                                             | %     | Mandate | %     | Mandate | %     | Mandate | %     | Mandate |
| -------------------------------------------------- | ----- | ------- | ----- | ------- | ----- | ------- | ----- | ------- |
| Bürgermeisterliste 1)                              | 49,78 | 7       | 47,88 | 6       | 60,91 |         | 55,76 | 7       |
| Neue Liste Kaltenbach                              | 40,46 | 5       |       |         |       |         |       |         |
| FPÖ und unabhängige Kaltenbacher                   | 9,76  | 1       |       |         |       |         |       |         |
| Freie Bürgerliste Kaltenbach                       |       |         | 33,65 | 5       |       |         |       |         |
| Gemeindeliste Kaltenbach                           |       |         | 18,47 | 2       |       |         |       |         |
| Tiroler Volkspartei und Parteifreie für Kaltenbach |       |         |       |         | 39,09 |         |       |         |
| Für Kaltenbach                                     |       |         |       |         |       |         | 44,24 | 6       |

1) Die Partei trat 2010 unter dem Namen „Bürgermeisterliste Klaus Gasteiger“ an.

### Bürgermeister
- 1885–1893: Johann Standl v. Kalberer, Postwirt
- 1893–1899: Franz Standl, Brückenwirt
- 1899–1901: Johann Höllwarth, Bauer zu Oberpöllstein
- 1901–1919: Johann Pessati, Kumeterbauer
- 1919–1922: Johann Flörl, Astnerbauer
- 1922–1925: Andreas Rieder, Labmerbauer Emberg
- 1925–1928: Heinrich Mauracher, Wagnermeister
- 1928–1929: Andreas Rieder, Labmerbauer
- 1929–1931: Andreas Eberharter, Lienznerbauer
- 1931–1935: Franz Haas, Kornerbauer
- 1935–1950: Andreas Eberharter, Lienznerbauer
- 1950–1968: Johann Wegscheider, Samerbauer
- 1968–1974: Karl Kammerlander, Metzgermeister
- 1974–2000: Hans Scheffauer, Prokurist
- seit 2000: Klaus Gasteiger

### Wappen
Am 3. Februar 1976 wurde der Gemeinde Kaltenbach ein Gemeindewappen verliehen.
Blasonierung: „Von Silber und Blau schrägrechts geteilt, oben ein halbes Mühlrad, unten drei schläglinke Wellenbalken in verwechselten Farben.“
Das Wappen erinnert an die früheren, zahlreichen Mühlen im Ort.

### Partnergemeinden
Partnergemeinden sind:
- Neusiedl an der Zaya (NÖ)
- Zahna-Elster (Sachsen-Anhalt)

## Bilder

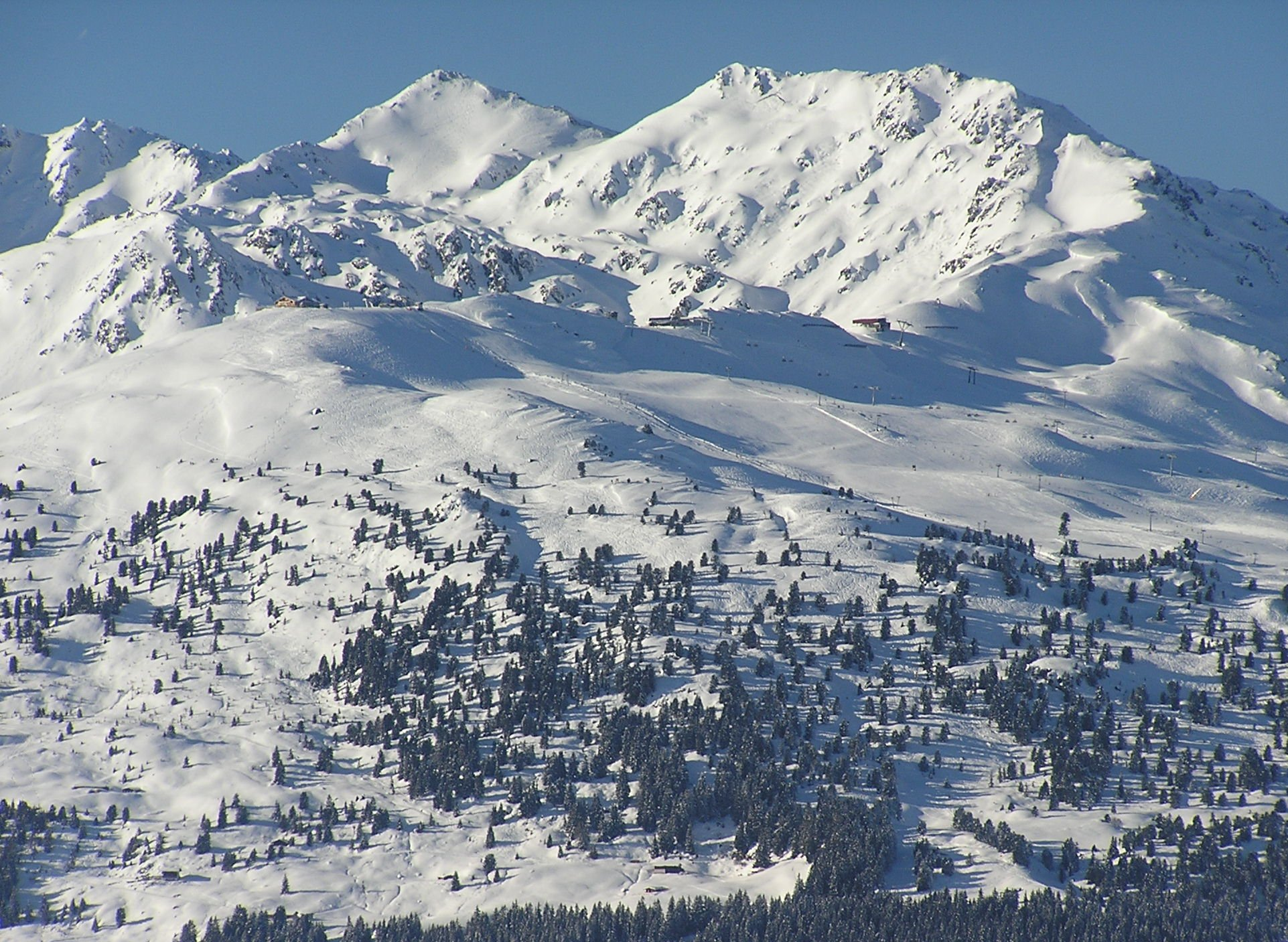
Das Skigebiet Hochzillertal
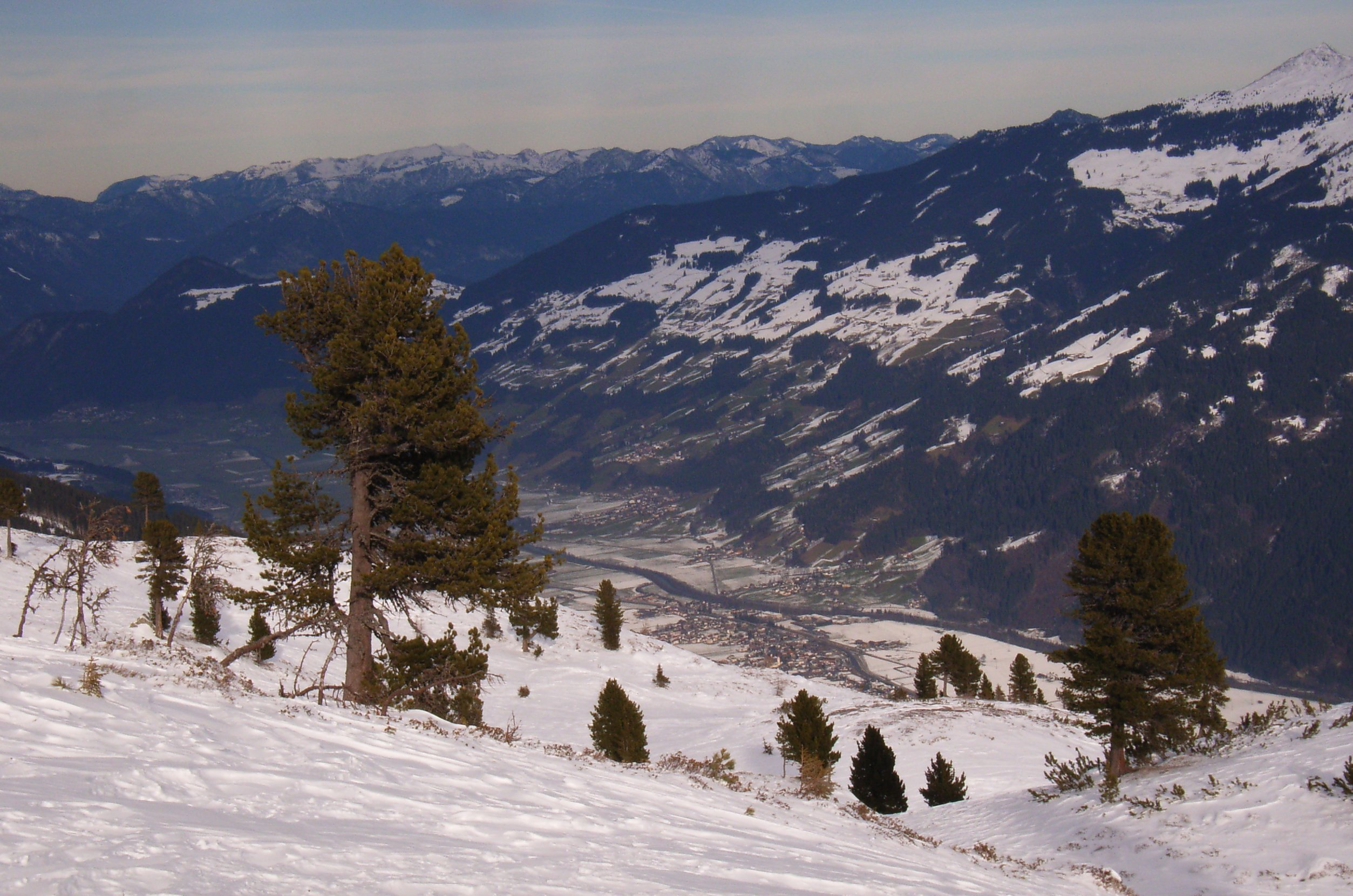
Das Zillertal vom Skigebiet Hochzillertal aus gesehen
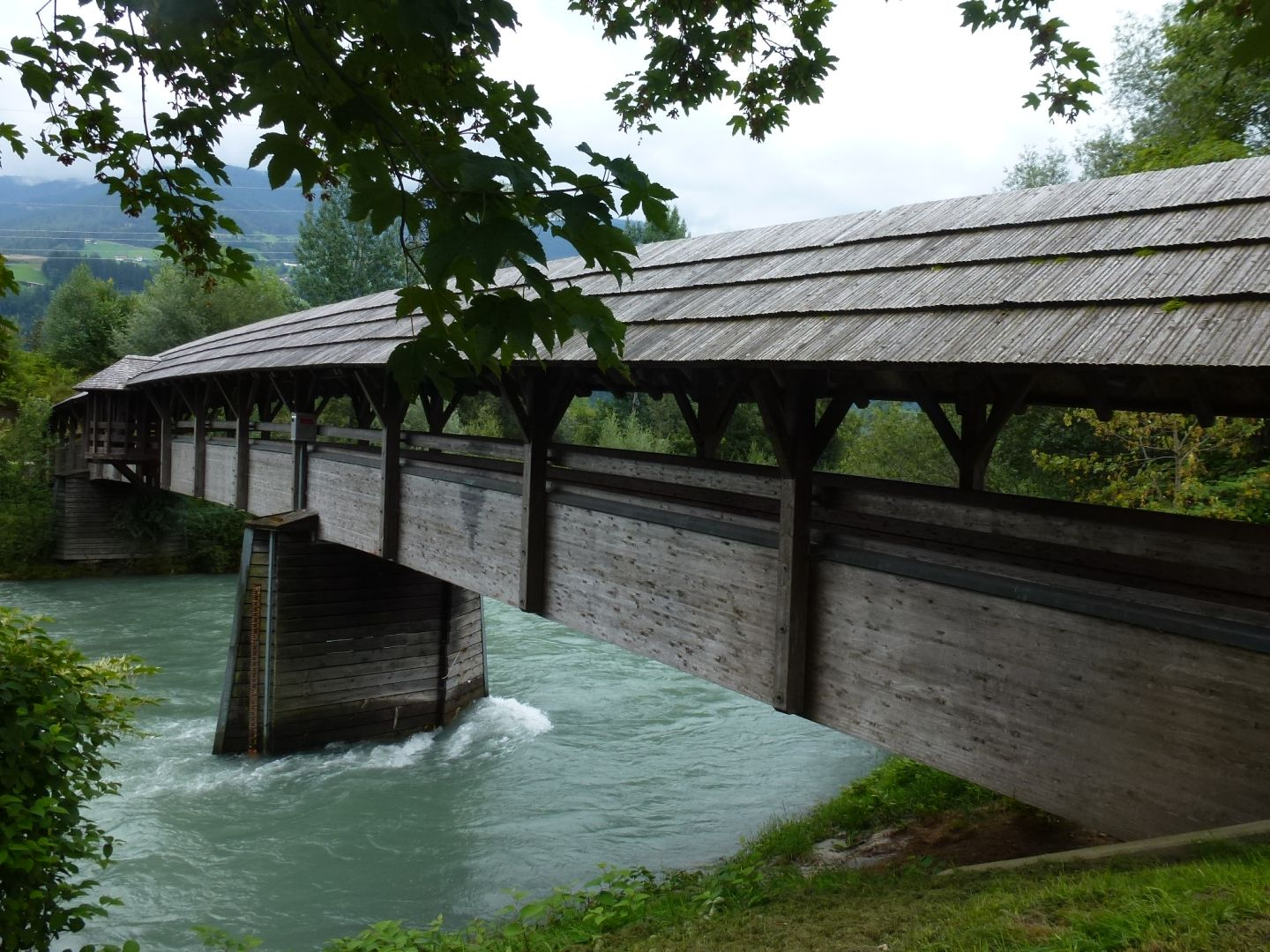
Fußgängerbrücke über den Ziller

## Persönlichkeiten
- Hans Jungwirth (1922–1993), Politiker
- Hans Mauracher (1885–1957), Bildhauer
- Georg Totschnig (1971), Radrennfahrer
- Harald Totschnig (* 1974), Radrennfahrer